# Jean-Pascal Zadi
Pour les articles homonymes, voir Zadi.
Jean-Pascal Zadi, né le 22 août 1980 à Bondy, est un acteur, réalisateur, producteur de cinéma et rappeur français.
Il se lance initialement dans la musique au sein du groupe La Cellule. Il passe ensuite à la réalisation en 2005 avec un documentaire intitulé Des halls aux bacs sur le rap français indépendant. Il réalise ensuite trois films auto-produits entre 2008 et 2011 : Cramé en 2008, African Gangster en 2010 et Sans pudeur ni morale en 2011.
Sortie en salle en 2020, la comédie Tout simplement noir, qu'il coréalise et interprète, lui vaut le César du meilleur espoir masculin.
Il crée, coréalise et joue le premier rôle de la série En place, dont la première saison sort sur Netflix en 2023.

## Biographie

### Jeunesse
Jean-Pascal Zadi naît le 22 août 1980 à Bondy en Seine-Saint-Denis. Son père et sa mère, ivoiriens, sont arrivés en France respectivement en 1977 et 1979 et obtiennent la nationalité française en 1981. Cinquième enfant d'une fratrie de dix, il est le premier à naître en France. Il emménage à l'âge de cinq ans avec sa famille à Hérouville-Saint-Clair, puis rapidement dans un petit pavillon à Ifs, près de Caen, dans le Calvados,. Son père lance différentes petites affaires sans grand succès et sa mère est femme de ménage dans un hôtel. Ses parents sont militants socialistes. Ils parlent en français à leurs enfants, refusant qu'ils apprennent le bété, la langue d'origine de leurs propres parents, lorsqu'ils vivaient en Côte d'Ivoire.
Durant sa jeunesse, il envisage un temps une carrière dans le football (il fait un essai au centre de formation du Stade rennais) et joue en amateur dans le club de l'USOM Mondeville aux côtés de certains futurs joueurs professionnels comme Cédric Hengbart. Chaque été, il part en vacances à Bondy ou à Sarcelles chez des cousins et cousines.
Après un bac littéraire, un court passage à la fac en DEUG d'AES (administration économique et sociale), avec Koni Dee et Pedro, le régisseur et fondateur du Dissentrik Crou(s), et un BTS d'action commerciale qu'il n'achève pas, Jean-Pascal intègre brièvement le cours Simon. Il vit au Pré-Saint-Gervais.

### Musique
Ses premiers pas se font à Caen avec un groupe de rap appelé La Cellule (à ne pas confondre avec un groupe homonyme actif à Charleroi en Belgique). Avec Drama et Alain, il fait plusieurs apparitions sur de nombreuses compilations telles que Débarquement ou encore Offensive, avant de publier leur premier album Nos âmes et nos Actes, en 1999, puis l'album Jeune Thug le 28 avril 2008.

### Premières réalisations
Jean-Pascal Zadi commence sa carrière de vidéaste en 2005 avec un documentaire intitulé Des halls aux bacs sur le rap français indépendant, accompagné de représentants comme Sefyu, Seth Gueko et Alpha 5.20. « Un jour, j’ai eu une caméra dans les pattes. Je filmais un peu n’importe quoi mais comme je connaissais plein de rappeurs, je me suis dit, pourquoi ne pas faire un documentaire sur le rap indépendant ? Bam ! C’est parti comme ça », explique-t-il.
C'est à cette date qu'il s'associe avec son ami d'enfance Geoffroy Dongala, pour créer la société Gombo Productions. Suivront plusieurs clips vidéos pour Mokobé, Alpha 5.20 ou encore les artistes de Néochrome (Alkpote, Get on the Floor). D'ailleurs, c'est après ces nombreuses collaborations avec le label, qu'ensemble ils coproduisent le film Cramé, sorti en 2008, l'histoire d'un mec qui doit rembourser 7 000 euros en une journée.
Il réalise ensuite son deuxième long-métrage African Gangster en 2010, sortie vidéo avec dans le rôle principal Alpha 5.20, qui compte 10 000 exemplaires vendus. En 2011, Zadi réalise et produit avec sa nouvelle société Douze Doigts Productions, le film Sans pudeur ni morale avec seulement 5 000 €,. Il y fait participer des comédiens non professionnels Kody et Sercom (du groupe AQR) mais aussi Yves Galé et Lotfi Labidi (déjà présent dans African Gangster).
En juin 2014, il publie son premier roman, Bastos à crédit, qui retrace les aventures d'un anti-héros de banlieue qui collectionne les plans galères pendant 24 heures. Son livre est publié aux éditions Izarts, et contient des illustrations produites en collaboration avec la marque Tealer. Un clip est réalisé à l'occasion de la sortie du livre, le morceau est composé par le groupe MZ Cramé.
En 2012, il part en Côte d'Ivoire avec le groupe Magic System pour réaliser un documentaire sur le groupe qui organise un festival de musique, malgré une guerre qui vient tout juste de s'achever au pays. Le documentaire African Dream est diffusé sur D17, et sur la chaine RTI en Côte d'Ivoire. En 2013, Jean-Pascal Zadi intègre l'équipe du Before du Grand Journal sur Canal+, animé par Thomas Thouroude. Il présente et réalise une chronique nommée C koi les bayes ?. Dans ce programme court diffusé tous les jours, Jean-Pascal donne la parole aux jeunes des quartiers populaires toutes les semaines sur des sujets d'actualités (politique, cinéma, sport…). Lors de la reconduction du Before du Grand Journal pour la saison suivante, Jean-Pascal fait toujours partie de l'équipe et y incarne un journaliste dans une pastille nommée Les bayes de JP diffusée une fois par semaine.
Il tient une chronique en 2015 sur la radio Mouv', et provoque une polémique en mettant sur un même pied l'affaire des parties fines de Dominique Strauss-Kahn et les tournantes en banlieue.
Il anime sur Mouv' depuis avril 2018 avec Tanguy Blum et Amelle Zaid l'émission Débattle qui donne la parole aux jeunes tous les soirs et aborde tous les sujets de société sans tabous, mais avec respect.
En 2017, il tourne les mini-débats #LesBayezer puis enchaîne sur la web-série Craignos diffusée sur le Mouv' puis France.tv.

### Années 2020: entre succès et échecs
Il réalise le long-métrage Tout simplement noir, une comédie politique sortie en salles en 2020. Acteur aussi dans ce film, il remporte le César du meilleur espoir masculin en 2021.
En 2022, il joue dans plusieurs films comme Coupez !, Fumer fait tousser ou L'Année du requin. Il poursuit sur sa lancée en s'essayant à la série comique En place. Il raconte l'ascension fulgurante de Stéphane Blé, éducateur de quartier, propulsé en quelques semaines dans la course à l'élection présidentielle. La saison 2 de la série a été dévoilée le 29 août 2024.
Il fait face, en 2025, à deux échecs critiques et commerciaux successifs avec Prosper (où il joue et qu'il produit) et sa nouvelle réalisation, Le Grand Déplacement, avec au casting notamment Fary, Fadily Camara, Reda Kateb et lui-même. La réception critique est globalement négative pour Le Grand Déplacement : le site Allociné propose une note d'ensemble de 2/5 à partir de l'interprétation de 22 critiques de presse.

### Vie privée
Jean-Pascal Zadi est en couple avec Camille Moulonguet, ancienne journaliste reconvertie dans la production. Ils ont quatre enfants et codirigent la société de production Douze Doigts, principalement dédiée à la production des projets de l'acteur-réalisateur.

## Filmographie
Sauf indication contraire, les informations mentionnées dans cette section peuvent être confirmées par les bases de données cinématographiques  présentes dans la section « Liens externes ».

### Acteur

#### Cinéma
- 2014 : Le Crocodile du Botswanga de Fabrice Éboué : Cameraman
- 2017 : Coexister de Fabrice Éboué : Pink Kalash
- 2018 : Taxi 5 : le cultivateur de cannabis clandestin
- 2018 : Un homme pressé d'Hervé Mimran : un serveur
- 2018 : Nicky Larson et le Parfum de Cupidon de Philippe Lacheau : un gendarme
- 2020 : Tout simplement noir de lui-même et John Wax : J. P.
- 2022 : Coupez ! de Michel Hazanavicius : Fatih
- 2022 : L'Année du requin de Zoran et Ludovic Boukherma : Blaise
- 2022 : Fumer fait tousser de Quentin Dupieux : Mercure
- 2023 : Yo Mama de Leïla Sy et Amadou Mariko : Dozingo
- 2024 : Dans la peau de Blanche Houellebecq de Guillaume Nicloux : Lui-même, neveu de Françoise Lebrun
- 2024 : L'Amour ouf de Gilles Lellouche : Lionel, à 28 ans
- 2024 : Pourquoi tu souris ? de Chad Chenouga et Christine Paillard : Wisi
- 2024 : Le Procès du chien de Lætitia Dosch : Marc
- 2024 : En tongs au pied de l'Himalaya de John Wax : le dentiste
- 2025 : Prosper de Yohann Gloaguen : Prosper
- 2025 : I Love Peru de Raphaël Quenard et Hugo David : lui-même
- 2025 : Le Grand Déplacement de lui-même : Pierre Blé

#### Télévision
- 2018 : Cherif (série télévisée), saison 6, épisode Pièce à convictions : Bruno Duteil
- 2019 : Craignos (mini-série diffusée sur France.tv)[19] : Ernesto
- 2021 : Carrément craignos (mini-série diffusée sur France.tv)[19] : Ernesto
- Depuis 2023 : En place (série Netflix) de lui-même : Stéphane Blé

#### Doublage
- 2022 : Les Bad Guys : M. Requin (version française)
- 2023 : Les Inséparables : DJ Doggy Dog (version française)
- 2025 : Astérix et Obélix : Le Combat des chefs (série d'animation) : le centurion Potus (création de voix)
- 2025 : Les Bad Guys 2 : M. Requin (version française)

#### Voix-off
- 2021 : Snoop Dogg - La légende du rap (documentaire) d'Henrike Sandner
- 2022 : Le Village de Bamboula (documentaireà de Yoann de Montgrand et François Tchernia[20]

### Scénariste ou réalisateur
- 2006 : Des halls aux bacs (documentaire)
- 2008 : Cramé (moyen-métrage)
- 2010 : African Gangster
- 2011 : Sans pudeur ni morale[21],[22]
- 2020 : Tout simplement noir (long-métrage) - coréalisation avec John Wax
- Depuis 2023 : En place (série) - cocréation avec François Uzan et réalisation
- 2025 : Le Grand Déplacement

### Producteur
- 2011 : Sans pudeur ni morale de lui-même
- 2019 : Craignos (mini-série)
- 2021 : Carrément craignos (mini-série
- 2023 - : En place (série)
- 2023 : Yo Mama de Leïla Sy et Amadou Mariko
- 2025 : Prosper de Yohann Gloaguen
- 2025 : Le Grand Déplacement de lui-même

## Émissions
Cette section n'a pas vocation à répertorier les émissions où Jean-Pascal Zadi est un simple invité.

### Télévision
- 2012 : African Dream (documentaire de 52 min sur Magic System diffusé sur D17)
- 2013 : C koi les bayes ? (diffusée sur Canal+ dans Le Before du Grand Journal)
- 2013 : Le Very Bad Trip du Before, (diffusé sur Canal+ ; réalisateur)
- 2014 : Les Bayes de JP (diffusée sur Canal+ dans Le Before du Grand Journal)
- 2017 : Tête de Wam (diffusée sur Cstar)
- 2023 : Kôkôrikô ! de lui-même, Canal+
- 2024 : LOL : qui rit, sort ! (saison 4) sur Amazon Prime - participant

### Internet
- 2023 : Hot Ones, présentée par Kyan Khojandi
- 2023 : Small Talk, présentée par David Castello-Lopes
- 2024 : Qui est l'imposteur ?, présentée par Squeezie

## Publication
- 2014 : Bastos à crédit, éditions Izarts

## Distinctions
Sauf indication contraire, les informations mentionnées dans cette section peuvent être confirmées par les bases de données cinématographiques  présentes dans la section « Liens externes ».

### Décoration
- Chevalier de l'ordre des Arts et des Lettres (2023)[23]

### Récompense
- César 2021 : meilleur espoir masculin pour Tout simplement noir[24],[25]

### Nominations
- Lumières 2021 :
  - Révélation masculine pour Tout simplement noir
  - Meilleur premier film
- César 2021 : meilleur premier film pour Tout simplement noir